# La Princesse et le Président
La Princesse et le Président est un roman d'amour écrit par l'ancien président Valéry Giscard d'Estaing, paru en 2009 chez Fallois / XO.

## Genèse
L'ancien président s'appuie sur son expérience en tant que chef d’État et sa connaissance des lieux du pouvoir.
Le biographe de Valéry Giscard d'Estaing Georges Valance émet la supposition que l'idée du roman serait venue à VGE lorsque Lady Diana avait demandé à Raymond Barre de la remettre à niveau en économie. Il rapporte également que Giscard d'Estaing aurait eu un coup de foudre pour la princesse lors de sa première visite en France.
L'éditeur de l'ouvrage refuse d'écrire sur la couverture du livre qu'il s'agit d'un roman, contrairement au souhait de Valéry Giscard d'Estaing.

## Résumé
Un président français, Jacques-Henri Lambertye, tombe amoureux d'une femme, Patricia, princesse de Cardiff, en Grande-Bretagne. De nombreux rebondissements mêlent amour et politique.

## Réception

### En France
Pour Étienne de Montety du Figaro, il faut notamment saluer le style littéraire ainsi que le « scénario impeccable » tel un roman à clef où il faudrait chercher des indices entre la réalité (le septennat de Valéry Giscard d'Estaing) et la fiction. L'auteur explique quelques jours avant la sortie qu'il s'agirait d'une idée de Lady Di qu'il a effectivement connue précisant qu'il a « inventé les faits, mais pas les lieux ni les décors ». 
Dans Libération, Alain Duhamel critique le livre en écrivant que « VGE n'a jamais eu le sens du ridicule.... Un roman c'est toujours un autoportrait. Il se rêve ainsi en monarque libertin, dans la grande tradition des Bourbons. C'est assez enfantin, assez inquiétant aussi sur sa psychologie profonde ». 
De son côté, Édouard Launet de la revue Délibéré considère certes que le roman peut faire penser aux œuvres classiques — en particulier La Princesse de Clèves — mais pour autant, qu'il ne possède « absolument aucun intérêt ». 
Enfin, Georges Valance qualifie ce livre de « romance ridicule » qui « n'est pas digne de l'intelligence et de la carrière » de l'ancien Président.

### Au Royaume-Uni
Pour The Telegraph, VGE « prend ses désirs pour des réalités ». D'autres médias, à l'instar de The Independent ou The Times, s'amusent du livre, le premier en écrivant un résumé humoristique, le second en qualifiant l'auteur de « latin lover ». Quant au Daily Express, il fait part de sa gêne, non sans une pointe d'ironie en écrivant : « Parisians don’t know whether to cry, scream or laugh at this book, says our French spy. Poor Anne-Aymone – she’s a long-suffering creature. ».

## Ventes
Selon une étude Edistat, la première semaine de sortie de l'ouvrage, sur un tirage de 120 000 exemplaires, seuls 4 000 ont été vendus. Le livre se serait vendu à plus de 20 000 exemplaires fin 2009.